# Wer weiß es?
Wer weiß es? (Eigenschreibweise bzw. Logo seit 2013: wer weiss es? zuvor: WER WEISS ES?) ist eine vom hr-fernsehen mit Unterbrechungen von 2009 bis 2017 produzierte Quizsendung. Sie wird von Petra Theisen moderiert. Jeweils vier Kandidaten können pro Ausgabe ihr Wissen bei verschiedenen Ratespielen wie Wissensfragen, Silben- oder Kreuzworträtseln unter Beweis stellen. Ein Finalist hat die Chance, bis zu 1000 € zu gewinnen.

## Spielverlauf
Die Sendung besteht aus zwei Vorrunden, einem Halbfinale und dem Finale. Zwischen den Spielen befragt die Moderatorin die Kandidaten immer wieder kurz zu ihrem Leben beziehungsweise Beschäftigungen, Freizeitgestaltung usw.

### Vorrunden
In den beiden Vorrunden treten zwei Kandidaten in diesen aufeinanderfolgenden Spielen (Bezeichnungen laut Staffel ab 2016, ältere in Klammer) gegeneinander an:
Wer weiß es? (früher: Wissensfragen): Die Moderatorin stellt insgesamt neun Fragen, wobei bei jeder ein Begriff zu erraten ist. Es ist jeweils der erste und letzte Buchstabe des Wortes vorgegeben. Zunächst nennt die Moderatorin nur einen Oberbegriff zum gesuchten Wort (z. B. Tier, Gegenstand, Künstler, …). Es folgen bei Bedarf bis zu vier weitere Hinweise. Jener Kandidat, der am schnellsten den Taster (Buzzer genannt) betätigt und das richtige Wort nennt, bekommt zehn Punkte. Bei einer Falschantwort kommt der Gegenspieler an die Reihe. Errät niemand den Begriff oder geben beide Spieler eine falsche Antwort, wird mit dem nächsten Begriff fortgesetzt. Dies gilt auch für die nachfolgenden Spiele.
Silbentausch (früher: Silbenrätsel): Dabei sind die Silben eines Wortes durcheinander angeordnet, welches die Spieler erraten sollen. Wieder bekommt der schnellste Spieler bei richtiger Antwort zehn Punkte. Es werden sechs Silbenrätsel gespielt.
Buchstabenmix (früher: Schüttelrätsel): Die Buchstaben eines Wortes sind durcheinander (in alphabetischer Reihenfolge) angeordnet. Der schnellste Spieler erhält bei korrektem Erraten des Wortes 20 Punkte. Es gibt wieder insgesamt sechs Wörter.
Songs & Co. (früher: Musiktitel): Es werden zwei (meist allgemein recht bekannte) Musiktitel kurz angespielt, wobei in der Regel nur die Anfangsmelodie zu hören ist. Die Kandidaten sollen den Titel sowie den Interpreten erraten. Nachdem der Spieler, der am schnellsten drückte, einen Vorschlag abgegeben hat, wird der Titel nochmals an eindeutigerer Stelle eingespielt. Bei Falschantwort hat der andere Spieler die Möglichkeit, zumindest eine der beiden Fragen (Titel bzw. Interpret) zu beantworten. Für den richtigen Titel sowie den Interpreten gibt es jeweils zehn Punkte. Seit der 2016 produzierten Staffel werden neben gewöhnlichen Songs auch andere musikalische Werke einbezogen, z. B. Titelmelodien von Serien und Filmen. Hierbei genügt die Nennung des Titels.
Kreuzweise (früher: Kreuzworträtsel): Dies ist das letzte Spiel der Vorrunde. Dabei werden acht Begriffe gesucht. Es darf der Spieler mit der geringeren Punkteanzahl beginnen. Bei Punktegleichstand entscheidet ein Lichtgenerator (Scheinwerfer bleibt zufällig bei einer Person stehen). Der Spieler, der an der Reihe ist, kann sich einen noch nicht gelösten Begriff aussuchen. Die Moderatorin gibt dazu – wie bei Kreuzworträtseln üblich – einen Hinweis. Der Spieler hat zehn Sekunden Zeit, eine Antwort zu geben. Für jede richtige Antwort gibt es wieder zehn Punkte. Bei Falsch- oder Nichtantwort kommt der andere Spieler zum Zuge. Dabei bleibt ein Kandidat solange an der Reihe, bis er eine Antwort nicht weiß.
Es wird teils Kritik am Spielmodus geübt, da theoretisch ein Kandidat mit einer höheren Punktzahl, ohne die Möglichkeit selbst einzugreifen, verlieren kann.
Sieger der Vorrunde ist jeweils der Kandidat mit den insgesamt meisten Punkten. Bei Punktegleichstand entscheidet eine Schätzfrage, wobei mittels Lichtgenerators ermittelt wird, wer zuerst (zum Beispiel eine Entfernung) schätzen darf. Die beiden Sieger der Vorrunden treten anschließend im Halbfinale gegeneinander an.
Einige Bezeichnungen der Spielekategorien wurden in der 2016 produzierten Staffel geändert bzw. spezieller formuliert. Nun wird im Gegensatz zu vorherigen Staffeln am Beginn jedes Spieles dessen Name eingeblendet. Bei den Folgen von 2009 bis 2011 kam das Kreuzworträtsel vor den Musiktiteln.

### Halbfinale
Die Reihenfolge der Rätsel dieser Runde lautet:
Wer weiß es? (früher: Wissensfragen II): Es werden wie in den Vorrunden insgesamt neun Begriffe gesucht, wobei man pro richtige Antwort zehn Punkte bekommt. Der einzige Unterschied zur Vorrunde besteht darin, dass nun gar kein Buchstabe mehr vorgegeben ist.
Tipp für Tipp (früher: Oberbegriffe): Bei diesem Spiel wird zunächst ein Oberbegriff angegeben. Solange kein Spieler antwortet, gibt die Moderatorin bis zu vier weitere Hinweise. Von anfangs 25 Punkten beim reinen Oberbegriff reduziert sich die zu erreichende Punkteanzahl mit jedem Hinweis um fünf auf minimal fünf Punkte. Weiß niemand den gesuchten Begriff, wird er aufgelöst und es gibt keine Punkte. Der schnellste Spieler erhält bei korrekter Antwort die noch erreichbare Punktezahl. Bei Falschantwort kommt wieder der andere Kandidat an die Reihe. Es werden insgesamt fünf Begriffe gesucht.
Schlüsselwort (früher: Wissensfragen mit Lösungswort): Der Ablauf ist derselbe wie in der Rubrik Wer weiß es? Nur wird jetzt nach Lösung jedes Begriffes jeweils ein Buchstabe des Lösungswortes angegeben. Dieser Buchstabe entspricht dem Anfangsbuchstaben des zuvor gelösten Wortes. Zu Beginn ist noch kein Buchstabe vorgegeben. Nach Lösung einer Wissensfrage hat der Kandidat die Chance, das Lösungswort zu erraten. Bei richtiger Antwort erhält er für jeden noch fehlenden Buchstaben des Wortes zehn Punkte. Das Spiel endet, sobald das Lösungswort erraten worden ist.
Hingucker (früher: Bilderrätsel): Bei diesem Spiel wird zunächst das Bild einer Sehenswürdigkeit gezeigt; als Nächstes die Fahne eines Staates (manchmal auch eines Bundeslandes) und dann zweimal ein Bild, das jeweils aus zwei Zeichnungen (Graphiken) besteht, die ein zusammengesetztes Wort ergeben. Bei den vier Bilderrätseln gilt wie bei den meisten Spielen: Wer am schnellsten drückt und korrekt antwortet, bekommt zehn Punkte.
Top Ten: Im letzten Spiel des Halbfinales ist eine Top-10-Liste (bei den älteren Folgen bis 2011 teils auch Top-12- oder Top-16-Liste) bezüglich eines bestimmten Themas (z. B. die größten Städte) gesucht. Dabei müssen die Kandidaten die zehn gesuchten Begriffe erraten, wobei es egal ist, auf welchem Platz diese sich befinden. Es beginnt der Kandidat mit der geringeren Punktezahl. Anschließend wechseln sich die Spieler beim Raten ab. Für jede richtige Antwort gibt es zehn Punkte. Geben beide hintereinander eine falsche Antwort ab, wird das Spiel abgebrochen und die fehlenden Begriffe werden aufgelöst. Der Spieler mit den meisten Punkten am Ende dieser Runde kommt ins Finale.

### Finale
Dem Finalisten sind 50 € sicher. Im folgenden Spiel kann er bis zu 1000 € gewinnen. Es werden drei Buchstaben für die Stufe von 50 € vorgegeben. Anschließend verlängert sich das gesuchte Wort pro Gewinnstufe um einen Buchstaben – 100 € und vier Buchstaben, 250 € und fünf Buchstaben, 500 € bei sechs Buchstaben, 750 € bei sieben und 1000 € bei acht Buchstaben. Bei jeder Gewinnstufe wird ein neuer Buchstabe an einer bestimmten Stelle vorgegeben. Der Kandidat muss aus den Buchstaben des vorangegangenen Wortes in beliebiger Reihenfolge einen sinnvollen Begriff bilden. Dafür hat er für alle fünf zu erratenden Begriffe insgesamt 45 Sekunden Zeit, wobei die Zeit nach Erraten eines Wortes kurz angehalten wird. Der Kandidat gewinnt den Geldbetrag der Gewinnstufe, bis zu der er bei Ablauf der Zeit gekommen ist.

## Studio und On-Air-Design
Analog zur Titelsequenz dominierte zwischen 2009 und 2011 im Studio ein gelb-bunter Farbton, während seit 2013 im Hintergrund ein lila-rosaroter Farbton überwiegt. Dieser Farbton erscheint seit 2016 etwas dunkler und im Hintergrund sind nun zwei Comic-Gesichter im Pop-Art-Stil auf der Wand zu sehen. Die 2013 eingeführte Titelsequenz mit reduzierter Musik wurde auch 2016 beibehalten, führte jedoch die Titelmelodie von 2009 wieder ein. Anders als bei anderen hr-Sendungen erfolgte 2016 im Fernsehen kein Wechsel der Schriftart im Logo, wohl aber in Grafiken auf der Sendungswebseite nach dem Relaunch des Online-Auftritts von hr-fernsehen.de im Jahr 2017 sowie in der ARD Mediathek nach deren Relaunch im Jahr 2018.
Wer weiß es? wird seit 2016 in demselben Fernsehstudio aufgezeichnet wie die Quizshows hessenquiz, Dings vom Dach und strassenstars. Florian Wieder entwarf das modulare Setdesign und zeichnete für das Lichtdesign verantwortlich. Umgesetzt wurde es vom Hessischen Rundfunk.

## Ausstrahlungstermine
Erstmals wurde das Quiz am Sonntag, dem 20. September 2009 sowie an den zwei darauffolgenden Sonntagen ab etwa 22:45 Uhr im hr-fernsehen ausgestrahlt. Von 5. Oktober 2009 an wurde die Ratesendung montags bis freitags zweimal pro Nachmittag um 13:30 und ab 16 Uhr ausgestrahlt; vom 21. Dezember 2009 bis 2. Juli 2010, vom 18. November 2010 bis 7. Januar 2011 sowie von 21. März bis 21. April 2011 nur noch um 16 Uhr. Ab 4. Juli 2010 wurde die Sendung jahrelang im Rahmen der hr-Quiznacht am späten Sonntagabend (meist ab 23:45 Uhr, oft auch erst nach Mitternacht) gesendet. Zunächst handelte es sich hierbei um Wiederholungen, erst ab Dezember 2013 wurden wieder neue Folgen gezeigt. Von 28. April bis 11. August 2014 wurden Wiederholungen der neuen Folgen zusätzlich montags um 21:05 Uhr ausgestrahlt. Ab Sommer 2014 waren auch in der Sonntagnacht wieder Wiederholungen der 2013 bis 2014 aufgezeichneten Folgen zu sehen. Nachdem zunächst bereits für das Jahr 2015 neue Folgen angekündigt worden waren, begannen jedoch erst Ende 2016 wieder Aufzeichnungen. Diese 15 Folgen wurden vom 15. Januar 2017 bis zum 1. Mai 2017 zum üblichen Termin sonntags gegen Mitternacht erstausgestrahlt und bis 31. Dezember 2018 wiederholt. Zusätzlich wurden Wiederholungen der Sendung bis Mitte 2017 als Doppelfolge in der Nacht von Freitag auf Samstag meist gegen 2 Uhr im hr gesendet. Des Weiteren wurde Wer weiß es? von Mitte 2014 bis 2. Oktober 2018 im Rahmen mehrerer Quizsendungen in der Nacht von Montag auf Dienstag meist um etwa 1 Uhr (ab Mitte 2017: 2 Uhr) im SWR Fernsehen gezeigt. Hier waren anders als im hr-fernsehen bis 2017 teilweise auch noch die ganz alten Folgen von 2009 bis 2011 zu sehen.
Seit Jahresbeginn 2019 ist die Sendung nicht mehr im Programm, laut der Webseite des hr stehen auch weitere Aufzeichnungstermine derzeit nicht fest.